# 油ヶ淵水辺公園
油ヶ淵水辺公園（あぶらがふちみずべこうえん）は、愛知県碧南市と安城市にまたがる都市公園。事務所は碧南市油渕町2丁目33番地に位置する。
油ヶ淵とその周辺を公園として整備するもので、2018年（平成30年）4月29日に第1期開園した。

## 概要
西三河で唯一の県営都市公園で、「油ヶ淵の自然と歴史 未来へつなぐ水辺風景の創造」をテーマにAからEの5つのエリアから構成される。第1期開園では、このうち碧南市側の水生花園（Eエリア、約1.7ha）と安城市側の自然ふれあい生態園（Bエリア、約5.2ha）の一部エリア、合計約6.9haがオープンした。
なお、運営については指定管理者の公益財団法人愛知県都市整備協会が行っている。
2014年、県は体験型施設である水辺の学習館（仮称）の建設工事を建設業者に発注。2016年までに完成させる予定であったが、基礎工事の段階で施工不良があるとして県が工事契約を解除。これを不服とする業者との間で裁判が行われた。2024年7月19日、名古屋地方裁判所岡崎支部は、業者の工事に問題があったと認定。原状回復費用など約3500万円を県に支払うように命じ、業者から県への損害賠償請求を棄却した。

## 施設
- 矢作川水園（Aエリア）
- 自然ふれあい生態園（Bエリア）
  - プロムナード、ドングリの丘、大型休憩所、四阿、芝生広場、田んぼビオトープ、トイレ、駐車場（普通車：57台）[6]、ぶらリン広場（休憩所、遊具広場、噴水）[9]
- Cエリア
- 交流広場（Dエリア）
- 水生花園（Eエリア）
  - ハス池、ドングリの丘、桃の園休憩所（管理事務所）、四阿、トイレ、駐車場（普通車：166台、バス：10台）[6]

## ギャラリー
- 水生花園（碧南市油渕町）
- 自然ふれあい生態園（安城市東端町）
- 自然ふれあい生態園（安城市東端町）
- 自然ふれあい生態園（安城市東端町）

## 周辺施設
- 油ヶ渕遊園地（花しょうぶ園）
- 日本モーターボート選手会常設訓練所（勤労青少年水上スポーツセンター）
- 碧南市民病院